# 禁煙ファシズム

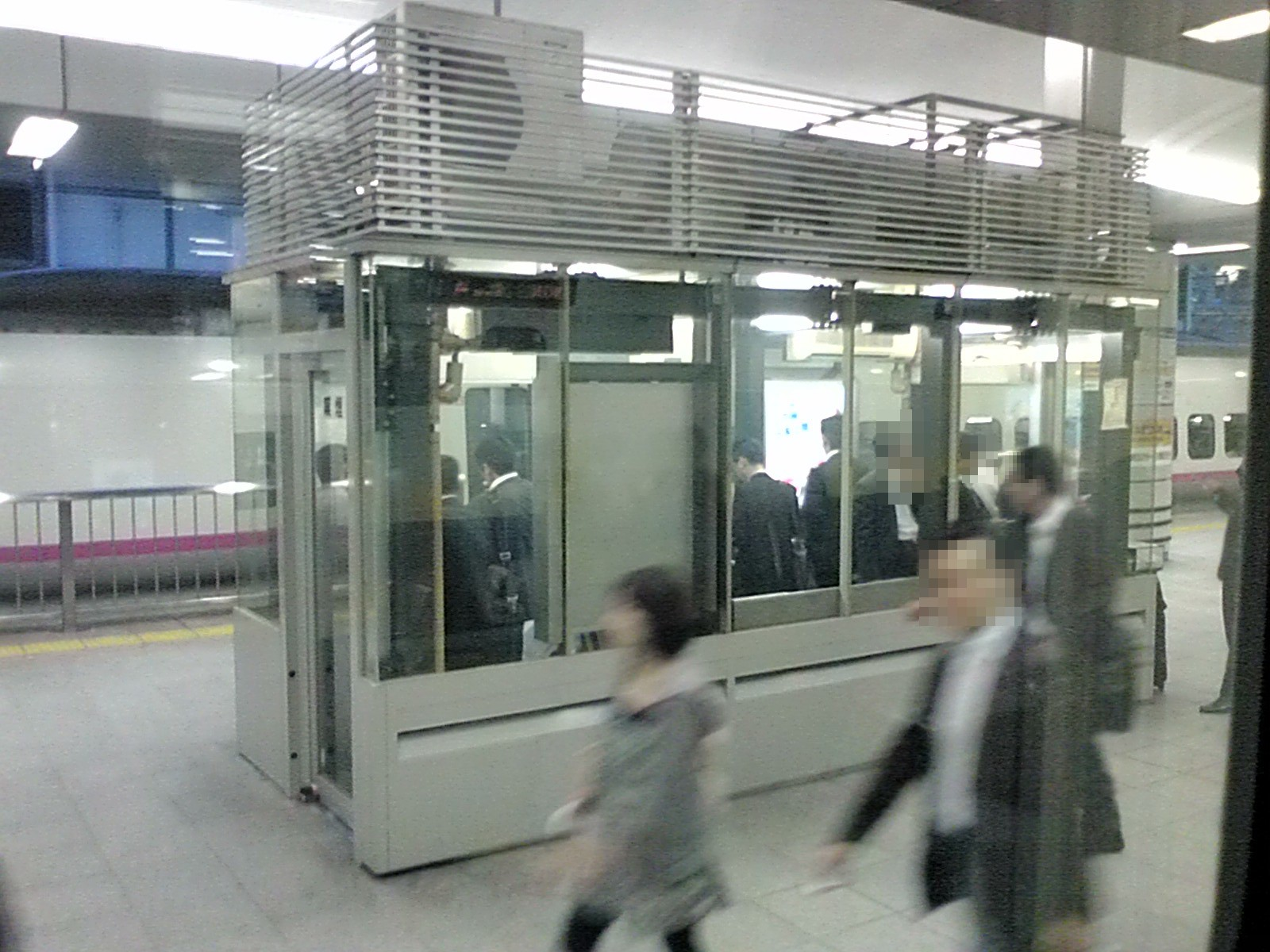
駅ホームに設置された喫煙室

禁煙ファシズム（きんえんファシズム）とは、喫煙を擁護する言論や表現が封殺されているとする者が、ナチス・ドイツが一時期行った反タバコ運動に絡めた過激な非難言葉である。対義語は「喫煙ファシズム」。ファシズムは「結束主義」とも訳される。
1980年代末ごろから團伊玖磨、筒井康隆、山田風太郎らなどが嫌煙権運動をファシズムになぞらえて発言した。1999年（平成11年）に斎藤貴男は「禁煙ファシズムの狂気」で過剰防衛的な社会のあり方と批判し、2005年（平成17年）に同論文を小谷野敦・斎藤貴男・栗原裕一郎共著『禁煙ファシズムと戦う』に収載した。山崎正和、養老孟司、蓮實重彦、宮崎哲弥、小松美彦らも同様な意見を表している。
個人や集団にファシストの表現を用いることは「わいせつ表現、侮辱的・名誉毀損的表現と同様に、憲法上の保障の埒外におかれる」として「ファシスト」発言が有罪と判決された米国のチャプリンスキー事件（en:Chaplinsky v. New Hampshire、1942年）がある。

## 禁煙ファシズム論の提唱者

### 團伊玖磨
嫌煙権運動の広がりを危惧した團伊玖磨は、1987年（昭和62年）3月27日付け夕刊コラムで「一斉禁煙などはファシズムにつながるのではないか」とし、禁煙をファシズムに初めてなぞらえた。團は嫌煙権訴訟で、“体に良くない物を全て排斥するのだとすれば、一番体に良くないと極論できる生命活動そのものを排除しなければならなくなるし、本来は市民におけるマナー問題であるはずの物事に関して訴訟を提起し、賠償を求めることには疑問がある”“タバコだけでなく香水や体臭と言った物にも同様のことを求め、禁煙があるなら喫煙もバランス良くあるのが、本来の意味での公平であると言える”とした。

### 筒井康隆
筒井康隆は1987年（昭和62年）10月に『小説新潮』で『最後の喫煙者』を発表し、嫌煙権運動が喫煙者への差別や排斥運動となってヒステリックに過激化していく様子を主人公の小説家の視点から描いている。
世界保健機関、人権擁護局、赤十字、警察、自衛隊、マスメディア、国民もタバコを排斥する側に回った、と作中で風刺する。自身のコラムや作品中で禁煙運動を扱う。

### 山田風太郎
山田風太郎は1988年（昭和63年）にエッセイ「“禁煙ファシズム”の今後は？」を『文藝春秋』に発表している。『死言状』に所収された。

### ピエール・ルミュー
フランスのエコノミストであるピエール・ルミューは、雑誌『インディペンデント レビュー』の1999年 vol.4 No.2に『Heil Health』という題名で論文を発表した。これはのちに編集され『Fascism and the Campaign to End Smoking』というタイトルで1999年10月2日のナショナル ポストとフィナンシャル ポストに掲載された。彼はそこで現代の禁煙化をナチスの禁煙政策になぞらえて批判した。彼が折に触れプロクターの著書をふまえて発言していたために、プロクターからの反論がなされたがルミューも再反論を行った。

### ジェームス・エンストローム
ジェームス・エンストローム(James E. Enström)らは、「喫煙を擁護する言論を封殺する動き」がルイセンコ疑似科学(Lysenko pseudoscience)に見られた動きと同様であると批判している。
2003年（平成15年）、エンストロームらは、他の多くの研究と異なり「環境たばこ煙と死亡リスク上昇の相関はかなり低い」と結論する論文（エンストローム論文）を発表したが、研究自体の疫学上の瑕疵（欠陥）と研究資金をたばこ会社関連の組織から得ていたことを学界や政府機関から激しく批判された。これに対しエンストロームは、“これらの不当な批判は正当な科学に対する政府からの弾圧であり、かつてソ連政府がルイセンコの提唱した根拠の薄い学説を支持して、他の学説を唱える学者を粛清したルイセンコ論争と同じ流れである”と主張した。

### 斎藤貴男
斎藤貴男は、2004年に著書『国家に隷従せず』の「禁煙ファシズムの狂気」で、国家が国民の嗜好や健康を管理下とすることを批判する。“たばこにかかる医療費の費用などをあげ予防医学をすすめるのであれば、飲酒や読書やスポーツなども体に良くないと言えるのだから、同じくその対象になりうる。”“老人や重度障害者、難治性の患者、ひいては生産性を低下させるジャーナリストや評論家なども医療費削減の対象となるのではないか”と疑問を示した。
斎藤は非喫煙者でたばこ嫌いを公言しているが、“個人の趣味嗜好や健康に国や行政が介入することは「明らかに第三者へ致命的なダメージがあると、殆ど完全に確定された時」でなければいけない”　と考えて“疫学を根拠とした健康管理や全面禁煙については国・行政レベルにおける介入の妥当性がなく、個人での嫌煙権を主張するまでに留めるべき”とした。喫煙規制の海外圧力として“海外では喫煙と健康の悪化との間の因果関係の存在に関する議論はすでに決着したものとされ、それに異論や反論を唱えることすらタブー扱いがなされている。”“アメリカにおける喫煙裁判の賠償金は禁煙活動には数%ほどしか使われず、州や世界保健機構、連邦政府を巻き込んで利権化した”とした。日本の健康増進法の序文を提示してプロクターの『健康帝国ナチス』を参考に、ナチスの政策に国家による健康増進とたばこ規制の同一点が存在することをあげて国家による全体主義への危惧を示し、禁煙ファシズムと批判している。

### 小谷野敦
小谷野敦は、2005年に著書『禁煙ファシズムと戦う』で、“「分煙」することで十分であるはずなのに、嫌煙家らは1ミリリットル (cc) たりともタバコの煙を吸いたくないと過剰に要求している”として、「中庸」を重んじる立場および喫煙者の立場から嫌煙権運動に対する批判し、“大気を汚すという点では自動車の方が大きく影響しているのに、なぜ自動車には甘いのか、また他人に迷惑を及ぼすという点では酒も同じなのに、日本では酒に対しても非常に寛容である”と述べた。
2006年（平成18年）に杉村太蔵の「若い人にとっては、タバコはくさい、汚い、金がかかるの3K」の発言を国家賠償法による損害賠償を求めて東京地裁に提訴した。小谷野は法廷で国の政策を批判したが一審、二審で敗訴して上告は受理されなかった。弁護士を探したが受任者が現れずに“法曹界でも禁煙ファシズムが広がっている”と主張した。
2007年（平成19年）に新幹線や特急などを全面禁煙にしたJR東日本に対して差止めを求めたが敗訴した。2009年（平成21年）に、著書『禁煙ファシズムと戦う』の問題点を指摘して小谷野と公開討論を要望した個人に損害賠償請求を求めたが敗訴した。
2009年（平成21年）に続編『禁煙ファシズムと断固戦う！』を執筆・出版して『喫煙者の人権は無視されている!!』『常軌を逸した禁煙ファシズムに、もはやフェアプレーは通用しない』と訴えた。
哲学者カール・ポパーの「社会をよくしようとする正真正銘の親切心から起こったものが多くの惨禍を生んだ」を援用して具体例にフランス革命、ソ連、ピノチェット、ポル・ポトなどを挙げた。
「ファシズム」の用語法について、山口定『ファシズム』の定義によれば政治学上のファシズムは極めて強力なもので、この場合の「ファシズム」は比喩的用法だ、とした。

### 日本パイプクラブ連盟
パイプ喫煙の普及などに努めている「日本パイプクラブ連盟」は、2007年より連載の同連盟のサイトのコラム『禁煙ファシズムにもの申す』において、喫煙規制や禁煙団体・喫煙者の雇用をしない企業などに対する批判を繰り広げており、「禁煙狂連中のネチネチとしたシツコサは、それこそ正真正銘のビョーキです。インターネットのたばこ関係の膨大な書き込みの内容を眺めるだけで、連中のパラノイア症状の深刻さが覿面にわかります」などといった同コラムの内容が、インターネット上で話題になっていると、ジェイ・キャストニュースにより報道された。
同社がコメントを求めたところ、「一部の過激な嫌煙者の圧力を受けて、地方自治体や公共輸送機関などが、有無を言わさずに強引に全面禁煙を強制する昨今の社会風潮は、穏当を欠き、甚だしく危険なものだと考えます。JR東日本は、これまで分煙を掲げてきましたが、急に全面禁煙を利用客に強制するようになりました。喫煙者の利用客の立場を一方的に無視する傲慢な経営姿勢の現われだと受け止めております。従いまして全面禁煙の強制には、当連盟は真正面から反対いたします」と表明した。

### 宮崎哲弥
宮崎哲弥は、2007年（平成19年）1月7日の朝日新聞社説が禁煙推進の内容であったことについて、「社説は喫煙の自由を政府の力で縛れと煽動している」「禁煙ファシストとの指摘は誇張でもなんでもない」「健康は国民の義務がナチスの厚生事業のスローガンであった」「露骨に国家統制を要求するとは一体どこのファシストか」「朝日新聞はタバコをやめたくない人もやめざるをえないよう政府が強制措置を採るべきだとでもいうのか」として、個人の嗜好に公権力の介入を許すのなら“反対論や喫煙者への配慮があるべきである”と語った。

### 山崎正和
山崎正和は、嫌煙権運動と一連の規制を過剰な公権力の介入であるとして批判した。月刊文藝春秋2007年（平成19年）10月号で養老孟司と対談した「変な国・日本の禁煙原理主義」を掲載した。

### 養老孟司
『バカの壁』の著者で知られ、東京大学名誉教授、医師、解剖学者の養老孟司は、月刊文藝春秋2007年（平成19年）10月号で山崎正和と対談した『変な国・日本の禁煙原理主義』で「『肺がんの原因がたばこである』と医学的に証明出来たらノーベル賞もの」「タバコの害、並びに受動喫煙の害は科学的に証明がされていない」「禁煙運動家がタバコの取り締まりに権力欲から中毒している」「人間の文化から中毒性を取り除くと、何も残らない」などと禁煙運動家を批判した。日本禁煙学会は「たばこが害だという根拠が無い、という根拠を示せ」と同年9月に公開質問状を出した。養老が所属する芸能事務所は「これまでも反対される方へ、反論のコメントを出すということはなく、質問状が手元に届いても見ずに捨ててしまうだろう」としている。

### 倉本聰
脚本家の倉本聰は、2010年に『愛煙家通信No.2』において、レストランやロビーの良い席は常に禁煙とし、喫煙者を悪い席へ追いやる行為は「サービス業に於いてやってはならぬことである」と主張している。かつてのアメリカが白人席と黒人席を分けていたことと同様の差別を行政が後押ししていると持論を展開し、「見えないファシズムへのかすかな足音」と表現している。

### すぎやまこういち
作曲家のすぎやまこういちは、昨今の嫌煙の風潮について「禁煙ファシズム」「喫煙いじめ」などと称して批判しており、2011年に西部邁らと共に「喫煙文化研究会」を設立し、その代表に就いている。また、アドルフ・ヒトラーが反たばこ政策を行っていた歴史を例に挙げ、たばこ税の増税を行う日本のことを「まさにナチス時代を髣髴させる禁煙ファシズムそのもの」と評している。

### 西部邁
評論家の西部邁は、2011年にすぎやまこういちらと共にヒステリックな嫌煙運動に反対する喫煙者を集め「喫煙文化研究会」を設立した。また、2017年には「死ぬまで煙草を吸い続ける」と述べながら、「まあこの病は全世界的な現象だから、僕如きが『禁煙ファシズム』だと批判しようが、『愛煙家レジスタンス』を結成しようが、どうしようもない。だから運動会の東京招致に熱狂し、それに合わせて禁煙全面化だと騒いでいようが、僕の知ったことではない、どうぞご自由にと言うしかないね。」と禁煙ファシズムという言葉を禁煙運動を批判する文脈で使用している。

### 須田慎一郎
ジャーナリストの須田慎一郎は、2011年に週刊ポストに寄稿した記事において、神奈川県や兵庫県が制定した受動喫煙防止条例について「禁煙ファッショ」と称して批判しており、「『喫煙者＝悪』と決めつけ、肝心の国民生活や国民経済への配慮を欠く点に問題があり、多くの悪影響をもたらしている」と持論を述べている。また、2011年時点で厚生労働省が法制化を目指していた受動喫煙防止法についても「結論有りきの議論に問題がある」と批判している。

### 千葉雅也
立命館大学准教授の千葉雅也は、2017年にオピニオンサイトの投稿で「全面禁煙化の訴えはアナログコミュニティを破壊して合理的主体の勝利をめざすプロパガンダの一環である」と主張している。また、自身のTwitterで「非喫煙者が煙に触れない権利があるのと同様に、喫煙者には、非喫煙者が煙に触れていない状態と同じく心地よく喫煙しつつ飲食する権利があります。答えは分煙、あるいは、店舗の種類を分けることです。これは論理的に明白です。禁煙のみが主張されることは非合理的で、人権論として不平等です。」と述べている。

### 森永卓郎
経済評論家の森永卓郎は、2017年にドワンゴが主催した座談会『禁煙ファシズムに断固反対！愛煙家大集合スペシャル』に出演した際、厚生労働省が受動喫煙防止を目的に推し進めていた原則屋内禁煙の健康増進法改正案について、「今の法案の中身というのは、喫煙者を殲滅しようという方向になっている」と持論を展開した。また、同年に喫煙文化研究会が主催したシンポジウム『たばこはそんなに悪いのですか？2017』に出席した際にも同様に「頭の中は喫煙者殲滅、魔女狩り」と日本の受動喫煙対策を批判している。2019年に銀座ルノアールが全直営店で紙巻きたばこの喫煙を禁止すると発表した際には「禁煙ファシズムがここまで来たか」とコメントしている。

### 山路徹
ジャーナリストの山路徹は、2017年にドワンゴが主催した座談会『禁煙ファシズムに断固反対！愛煙家大集合スペシャル』に出演した際、厚生労働省が受動喫煙防止を目的に推し進めていた原則屋内禁煙の健康増進法改正案について、「喫煙者を殲滅しようとしている」と持論を展開した。また、同年に喫煙文化研究会が主催したシンポジウム『たばこはそんなに悪いのですか？2017』に出席した際にも同様に「半ば義務のような形で法律が国民一人一人に健康でなければいけないんだ！と迫っている。これにすごく違和感を覚える」と日本の受動喫煙対策を批判している。

### 飯島勲
安倍内閣・菅義偉内閣・岸田内閣で内閣官房参与を務める飯島勲は、2017年にプレジデントの連載で「たばこの悪い面を並べれば、いくらでもでてくるのだろう。しかし、お酒の悪い面を並べても、いくらでもでてくるのだ。巨悪のお酒についてはダンマリを決め込んで、たばこの悪い部分ばかりを強調する。これが禁煙ファシストの卑怯な手口だ」などとして昨今の受動喫煙規制について批判している。また、2017年から2018年にかけて東京都で罰則付き受動喫煙防止条例案について議論がなされていた際には、「東京都では極めてばかばかしい内容の受動喫煙防止条例案が都議会にかけられる」「藁をもつかむ思いで、禁煙ファシズム一直線に走るしかなくなった小池都知事」として小池百合子を酷評した。

### 古谷経衡
評論家の古谷経衡は、2018年のオピニオンサイトへの投稿で、近年の受動喫煙防止対策について、「喫煙と喫煙者と煙草は全部除去せねばならない悪であるという観念の元に奨められる」などと持論を展開し、アドルフ・ヒトラーの行動になぞらえて酷評している。2021年に執筆した記事においても「ナチズムに通じる」としてほぼ同様の主張を繰り返している。
2018年7月に制定された東京都の受動喫煙防止条例についても、「バカバカしいですよ。アルコールや塩分、食品添加物、もっというと放射線廃棄物は野放しで、たばこだけをやり玉にあげるのが理解できないですね。それに外国のほうがたばこのマナーに厳しいっていうのは嘘ですよね。平気でポイ捨てとかしてるし」などと批判している。
古谷自身は非喫煙者を自称しているが、時折バーなどでたばこをふかすとも語っており、「従業員のいる飲食店は禁煙とか、そこまで規制されちゃうとどうしよう」と述べている。また、たばこ1箱1000円への値上げの動きについても「いささか行き過ぎている」と主張している。

### 藤井聡
安倍内閣で内閣官房参与を務めた藤井聡は、2021年のインタビューにおいて、昨今の喫煙を巡る社会情勢について、喫煙の過剰な抑圧であり全体主義的な苦しさを感じると訴えている。喫煙自体に非常に長い歴史を持つことを理由に挙げ、禁煙風潮で喫煙機会を抑圧していくことについて「文化保存の観点から、恐ろしい問題」「極めて非人間的」「ファシズム的な行い」と述べている。分煙の一定程度の導入には理解を示すものの、バーなど喫煙を楽しむとされる場所については文化の一つとして許容すべきであるし、居酒屋なども喫煙席と禁煙席を設けてしかるべきとしている。

## 禁煙ファシズム論に対する批判

### 伊佐山芳郎
嫌煙権訴訟に携わった弁護士で嫌煙・禁煙活動家の伊佐山芳郎は、1999年に著書『現代たばこ戦争』において、「禁煙はファシズムにつながる」の非難は「歴史認識のない人間による言葉の誤用」で、イタリア、ドイツ、日本などに台頭した、対外的な侵略政策を特徴とする全体主義の政治的イデオロギーであったファシズムを嫌煙権の批判に用いることは的はずれで議論に値しないとしている。

### 日本禁煙学会
養老孟司と山崎正和による禁煙規制批判に対し、特定非営利活動法人日本禁煙学会の理事長・作田学らは、2007年（平成19年）9月13日付けで公開質問状を出した。肺ガンの主な原因が喫煙ではない根拠、受動喫煙に害がない根拠、タバコよりも大気汚染が大問題の根拠、それぞれの明示を要求し、「疫学に信用はおけないとおっしゃっておられますが、対談中に2件の疫学データをもとに、ご自分の主張を補強されておられる箇所があります。疫学には良い疫学とダメな疫学の二種類があるのでしょうか。そうなら、それはどこで見分けるのでしょうか。お教えください。日本たばこ産業をはじめとしたタバコ業界から、講演料、顧問料、コンサルタント料などの金銭的報酬を受けておられますでしょうか」と質した。後者の金銭的報酬に関する質問の根拠に利害関係の開示は、欧米先進国の学術雑誌の投稿論文の不可欠の部分」を挙げている。

### ロバート・N・プロクター
ロバート・N・プロクター（英語: Robert N. Proctor）は、2015年にナチス政権下の健康政策を詳細に述べた自身の著書『健康帝国ナチス』で、現在の国家主導の環境・健康保護運動をファシズムとみなす態度を誤解として明白に否定している。
「最後にひとつ、本書が誤解されるかもしれないのであらかじめ言っておきたいことがある。ナチスが環境問題に関心を寄せていたことを指摘する人々は時として、国家主導の環境・健康保護運動にはファシストを生む危険が内在していると主張することがある。（中略）こうした似非論理は昔から論理学の演習でよく扱われたものであり、論理的な誤りは明白である。ヨーロッパで肺ガンの80〜90%が喫煙に起因するものであるというのは事実で、ナチスの時代の科学者が喫煙と肺癌の因果関係を初めて証明したという事実があるからといってこの数字が下がるわけでもない。」

### パオロ・マッツァリーノ
日本文化史の研究家であるパオロ・マッツァリーノは、「禁煙ファシズム」という主張は歴史的観点から無理のある詭弁であるとしている。
明治以降の新聞記事を調べた結果、明治時代には既に都市部の電車では車内禁煙が進められており、当時から禁煙を守らない喫煙者によるトラブルが絶えなかったという。
1925年（大正14年）3月1日には省線内での喫煙が多くなって苦情が増えたため、「たばこご遠慮ください」の貼り紙がされたと報じられるも、掲示を無視して喫煙を行う喫煙者は絶えず、新聞投書欄でも話題となり、1930年（昭和5年）11月26日付け東京日日新聞では「ご遠慮ください」が「絶対禁煙」に改まったと報じられている。
そうした周囲への気遣いが出来ない喫煙者が明治以降100年近く幅を利かせ、あまつさえ注意されると暴力を振るう喫煙者による事件は突出して多いという事実から、喫煙者は肩身の狭い思いをしている無垢な被害者ではなく、都市部の住民が規制されるのは自業自得であるとしている。